# Francesco Sgalambro

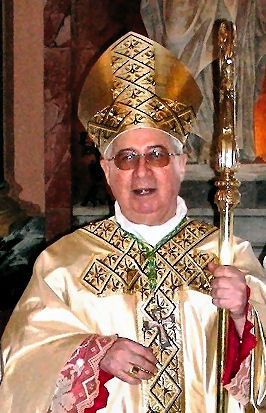
Francesco Sgalambro

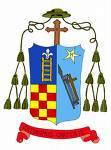
Bischofswappen von Francesco Sgalambro

Francesco Sgalambro (* 16. April 1934 in Lentini, Provinz Syrakus, Italien; † 11. August 2016 in Messina) war ein italienischer Geistlicher und römisch-katholischer Bischof von Cefalù.

## Leben
Sgalambro trat 1949 in das Erzbischöfliche Seminar „San Pio X.“ in Messina ein. In den Jahren 1954 bis 1957 schloss er sein theologisches Studium an der Theologischen Fakultät „San Luigi“ in Neapel ab und empfing am 22. September 1957 die Priesterweihe. Anschließend promovierte er an der Päpstlichen Universität Gregoriana. Ab 1958 arbeitete er als Professor für Philosophie am Erzbischöflichen Seminar von Messina und ab 1977 am Istituto Teologico „San Tommaso“ in Messina.
Am 22. Februar 1986 wurde Francesco Sgalambro von Papst Johannes Paul II. zum Titularbischof von Minturno und Weihbischof in Messina ernannt. Die Bischofsweihe spendete ihm am 5. April 1986 in der Kathedrale von Messina der Erzbischof von Palermo Salvatore Kardinal Pappalardo; Mitkonsekratoren waren der Erzbischof von Messina, Ignazio Cannavò, und der Altbischof von Caltagirone, Carmelo Canzonieri.
In der sizilianischen Bischofskonferenz war Sgalambro als Leiter der Delegation für Seminare tätig. Am 18. März 2000 wurde er zum Bischof von Cefalù ernannt, die feierliche Amtseinführung fand am Pfingstsonntag, dem 11. Juni 2000, in der Kathedrale von Cefalù statt.
Am 17. September 2009 nahm Papst Benedikt XVI. sein aus Altersgründen vorgebrachtes Rücktrittsgesuch an. Francesco Sgalambro starb am 11. August 2016 und wurde zwei Tage später in der Kathedrale von Cefalù beigesetzt. Die Totenmesse fand ebenfalls am 13. August 2016 in Messina statt.